# Василёк ложнофригийский
Василёк ло́жнофриги́йский (лат. Centauréa pseudophrýgia) — многолетнее травянистое растение, относящееся к роду Василёк (Centaurea) семейства Сложноцветные (Compositae). В настоящее время считается либо самостоятельным видом, либо подвидом василька фригийского (Centaurea phrygia) — Centaurea phrygia subsp. pseudophrygia.

## Описание
Многолетнее травянистое растение. Стебель разветвлённый от середины, 15—80 см в высоту, опушён немногочисленными белыми волосками, шершавый от многоклеточных щетинистых волосков. Листья простые, овальные, с мелкозубчатым краем, незначительно уменьшающиеся в размерах по оси растения, также шершавые, зелёные, без хорошо заметного паутинистого опушения.
Обёртка шаровидная или яйцевидная, 15—20 мм длиной и 10—15 мм шириной. Листочки обёртки с линейно-ланцетными до яйцевидных придатками 9,2—17,5 мм длиной, отогнутыми книзу; их цельная часть до 1,3 мм шириной, постепенно сужена в коричневое бахромчатое окончание. Внутренние листочки обёртки в одном ряду (иногда в двух рядах), с яйцевидными придатками, скрытыми за придатками листочков средних рядов.
Семянки 3—3,5 см длиной, с хохолком 0,8—1,5 см.

## Распространение
Встречается в Средней и Восточной Европе, в России — по всей Европейской части, за исключением северных районов.

## Таксономия

### Синонимы
- Centaurea elatior (Gaudin) Hayek, 1901
- Centaurea phrygia subsp. genuina Čelak., nom. inval.
- Centaurea phrygia var. elatior Gaudin, 1828
- Centaurea pseudophrygia C.A.Mey., 1848basionym
- Jacea elatior (Gaudin) Soják, 1972
- Jacea phrygia subsp. elatior (Gaudin) Dostál, 1984
- Jacea pseudophrygia (C.A.Mey.) Holub, 1965